# خور أهل شكلة (المحفد)

تعديل مصدري - تعديل

خور أهل شكلة هي إحدى قرى عزلة المحفد بمديرية المحفد التابعة لمحافظة أبين، بلغ تعداد سكانها 137 نسمة حسب تعداد اليمن لعام 2004.